# Tojg
Tojg (persiska: تجگ) är en ort i Afghanistan. Den ligger i provinsen Farah och distriktet Lash wa Juwayn, i den västra delen av landet, 700 kilometer väster om huvudstaden Kabul.